# 弘中又一
弘中 又一（ひろなか またいち、1873年 - 1938年8月6日）は、山口県出身の教育家である。

## 来歴
都濃郡湯野村（現在の周南市）出身。勉強ができて、優秀だったため、独学だけでなく、山口市の私塾で漢文・英語・数学を学んだ。
1890年（明治23年）同志社普通学校（現在の同志社大学）に入学。在学中の1893年（明治26年）に17歳のタカと結婚、同年、出身地の柳井小学校高等科の英語代用教員になる。1894年同志社大学を卒業。翌1895年（明治28年）に数学教師として、愛媛県の松山中学校（現在の愛媛県立松山東高等学校）に赴任する。そこで当時英語教師を務めていた夏目漱石と出会い、1年間同僚として過ごす。1896年（明治29年）に東予分校（愛媛県立西条高等学校）に転任したが、11月に依願免職し、徳島県の徳島県第二中学校教諭。1900年（明治33年）に埼玉県第二尋常中学校（現在の埼玉県立熊谷高等学校）に赴任。1919年（大正8年）同校を退職、母校の同志社の中学校に赴任した。晩年は京都に住んで、数学を研究した。
夏目漱石の小説「坊っちゃん」の主人公のモデルとされる。漱石は弘中の「ボンチ」という方言からヒントを得て「坊っちゃん」という小説名をつけたとも言われる。
周南市に弘中又一記念公園がある。